# 富托雷 (烏克蘭)
49°38′13″N 25°9′2″E / 49.63694°N 25.15056°E
富托里（烏克蘭語：Футори），是烏克蘭的村落，位於該國西部捷爾諾波爾州，由捷尔诺波尔区負責管轄，面積1.81平方公里，2001年人口328，人口密度每平方公里181.2人。